# Отомо но Отомаро
Отомо но Отомаро (яп. 大伴弟麻呂 или 大伴乙麻呂; 727/731?—14 июня или 14 июля 809) — японский полководец, живший в эпоху Нара и в начале эпохи Хэйан. Был первым, кто удостоился звания сэйи-тайсёгун. Согласно некоторым источникам, родился в 727 году. Сын Отомо но Косиби.

## Краткая биография
- 731 год(?) — родился в семье Отомо но Косиби.
- 779 год — получил младшую степень пятого класса.
- 780 год — назначен помощником начальника дворцовой стражи.
- 783 год — назначен помощником командующего войск, направленных в провинцию Хитати для подавления восстания.
- 791 год — получил младшую степень четвертого класса.
- 794 год — объявлен сэйи-тайсёгуном — «великим полководцем, карающим варваров», вместе с Саканоуэ но Тамурамаро ведет военные действия против племен эдзо.
- 795 год — за военные заслуги награждён младшей степенью третьего класса и Орденом Почета второй степени.
- 14 июня или 14 июля 809 года — умер.